# Cause-de-Clérans
Cause-de-Clérans település Franciaországban, Dordogne megyében. Lakosainak száma 336 fő (2022. január 1.). Cause-de-Clérans Saint-Marcel-du-Périgord, Baneuil, Liorac-sur-Louyre, Mouleydier, Pressignac-Vicq és Saint-Capraise-de-Lalinde községekkel határos.

## Népesség
A település népességének változása:
| Lakosok száma | 326  | 248  | 278  | 313  | 343  | 346  | 345  | 347  | 346  | 336  |
|               | 1968 | 1982 | 1990 | 2006 | 2013 | 2015 | 2017 | 2019 | 2020 | 2022 |